# Dermacentor atrosignatus
Dermacentor atrosignatus är en fästingart som beskrevs av Neumann 1906. Dermacentor atrosignatus ingår i släktet Dermacentor och familjen hårda fästingar. Inga underarter finns listade i Catalogue of Life.